# Bodo Hollemann
Bodo Hollemann (* 16. Oktober 1940) ist ein deutscher Sportfunktionär und Kommunalpolitiker in Hannover. Am 8. März 2010 wurde ihm der Verdienstorden der Bundesrepublik Deutschland am Bande für seine Verdienste verliehen. Beruflich versah er Dienst als Kriminalbeamter in Hannover.

## Sport
Mit elf Jahren wurde er Mitglied im Schwimmverein Wassersportfreunde von 1898 Hannover.
Von 1976 bis 1987 war Hollemann Vorsitzender der Fachsparte Wasserball des Deutschen Schwimm-Verbands (DSV) und danach von 1987 bis 1991 Präsident des Deutschen Schwimm-Verbandes. Am 7. September 1991 musste auf Druck der Landesverbands-Vorsitzenden zurücktreten.
2003 wurde Bodo Hollemann neben Manfred Haas als 1. Vorsitzender des Förderverein der Fachsparte Wasserball e.V. gewählt und ist seitdem (Stand: 2017) immer noch als Vorsitzender aktiv.

## Politik
Bis 2006 war Hollemann 20 Jahre lang in der hannoverschen Kommunalpolitik aktiv, zuerst als Mitglied des Bezirksrat Bothfeld–Vahrenheide und später als Mitglied des Rats der Stadt Hannover. Zeitweise hatte er den Fraktionsvorsitz der CDU-Fraktion inne. Von 1996 bis 2006 war im Aufsichtsrat der Stadtwerke Hannover und Vorsitzender des Finanzausschusses,
von 1996 bis 2001 auch im Aufsichtsrat der GBH (Baugesellschaft der Stadt Hannover)